# Derek Taylor (Sänger)
Derek Taylor (* 15. August 1975 in Los Angeles) ist ein US-amerikanischer Opernsänger (Tenor).

## Leben
Seine Gesangsausbildung erhielt er an Academy of Vocal Arts in Philadelphia. Danach führten ihn Engagements an zahlreiche Opernbühnen Amerikas, u. a. an die Austin Lyric Opera, die Baltimore Opera, die Los Angeles Opera, die Portland Opera, die Opera Illinois sowie an die Palm Beach Opera. Des Weiteren gastierte er an den Opernbühnen von Basel, Haifa, El Paso, Montreal, Manchester, Melbourne, Honolulu etc. Seit der Spielzeit 2008/09 ist Derek Taylor festes Ensemblemitglied am Theater St. Gallen, wo er sein Rollendebüt als Edgardo in Lucia di Lammermoor gab. 
Neben seiner Bühnenpräsenz ist Derek Taylor, Preisträger mehrerer Gesangswettbewerbe, auch als Oratorien-, Lied- und Konzertsänger tätig. Der Sänger ist mit der Sopranistin Evelyn Pollock verheiratet. Das Ehepaar tritt immer wieder gemeinsam auf der Bühne in Erscheinung, etwa als Violetta und Alfredo in La traviata.

## Repertoire (Auswahl)
- Cassio in Otello
- Pinkerton in Madama Butterfly
- Rodolfo in La Bohème
- Alfredo in La traviata
- Hoffmann in Hoffmanns Erzählungen
- Tamino in Die Zauberflöte
- Ruggero in La rondine
- Henrik in A Little Night Music
- Michele in The Saint of Bleecker Street
- Camille in Die lustige Witwe
- Faust in Faust
- Alfred in Die Fledermaus
- Sänger in Der Rosenkavalier